# Yakka Dee
Yakka Dee – brytyjski serial animowany, w Polsce emitowany na kanale CBeebies od 21 maja 2018 roku.

## Fabuła
Yakka Dee to serial, która zachęca dzieci do rozmawiania. Każdy odcinek koncentruje się na jednym słowie. Pokazuje różne wizualizacje tego słowa w rytmiczny, skoczny, pełen humoru sposób.

## Obsada
- Saanvi Patel – Yakka Dee[2]

## Wersja polska
Opracowanie i udźwiękowienie wersji polskiej: Studio Sonica
Reżyseria: Miriam Aleksandrowicz
Dźwięk i montaż: Agnieszka Stankowska
Kierownictwo produkcji: Helena Siemińska
Wystąpili:
- Antonina Żbikowska – Yakka Dee
- Lila Wassermann
- Janusz Wituch

i inni